# Stade de la Rabine
El Stade de la Rabine es un estadio multiusos ubicado en Vannes, Francia. Actualmente lo utilizan el Vannes OC y el Rugby Club Vannes. El estadio tiene capacidad para 11.865 espectadores.
El estadio se utilizó como sede del Campeonato Mundial de Rugby Juvenil 2013, que ganó Inglaterra. También acogió el partido inaugural, las semifinales, el partido por el tercer puesto y la final de la Copa Mundial Femenina de Fútbol Sub-20 de 2018. El 3 de febrero de 2019, acogió un partido del Seis Naciones M20 entre Francia y Gales, con victoria de Francia por 32-10.

## Historia del estadio

### Primer estadio de Rabine (1920-1999)
En 1920, la ciudad de Vannes construyó el primer estadio de Rabine. Se trataba de un velódromo sin gradas y con un campo de fútbol en el centro. En 1925 se construyeron los vestuarios. En 1932 se construye la primera tribuna del estadio, una tribuna cubierta con 7 filas de asientos. No se hicieron cambios en el estadio hasta el comienzo de la Segunda Guerra Mundial. El 14 de julio de 1954, el final de la 7ª etapa del Tour de Francia entre Brest y Vannes tuvo lugar en el estadio, ante una gran multitud, Jacques Vivier ganó la etapa por delante de François Mahé. En la década de 1950, el bosque contiguo al estadio fue arrasado para dar paso a una pista de atletismo. En 1966, se construyeron dos tribunas temporales de 5 filas a ambos lados de la tribuna principal. En 1970 se instalaron otras gradas provisionales en el lugar de las otras y en 1973 se desmontaron tras el descenso del UCK Vannes a la DH. En 1982, se añadieron dos tribunas a los lados de la tribuna principal. Un primer sistema de iluminación compuesto por cuatro proyectores en las cuatro esquinas. A principios del año 2000, el velódromo, de 80 años de antigüedad, es destruido y será sustituido por un nuevo estadio, adaptado al fútbol, a diferencia de éste.

### Segundo estadio de Rabine (desde 2001)

#### Reconstrucción del estadio
En el año 2000, el estadio original fue demolido y se construyó un nuevo estadio de fútbol. En el año 2000 se excavó el terreno y se construyó la tribuna principal. El estadio está equipado con un campo de césped y una tribuna de 1600 plazas con asientos amarillos y verdes. Contiene seis vestuarios, una enfermería y salas para los delegados y los árbitros. La capacidad total del estadio es de 6500 personas, de las cuales 1600 están sentadas.

#### Múltiples extensiones
En 2001, el estadio acogió un partido de la Copa de Francia entre el AJ Auxerre y el Vannes OC ante 7500 espectadores, un nuevo récord de asistencia. En 2006, el estadio, que era demasiado pequeño, se amplió para poder acoger al creciente número de espectadores de los partidos del VOC, que había ascendido a la Liga Nacional. La tribuna principal se amplió en los laterales con más filas que la tribuna original. La capacidad de la tribuna pasó de 1600 a 2569 asientos y 121 palcos. La capacidad total aumenta de 6.500 a 7500. Ese mismo año, el estadio acogió a 8000 espectadores, un nuevo récord de asistencia, cuando el FC Lorient disputó la Copa de Francia. Durante la primera temporada del VOC, 2071 espectadores acudieron al Rabine para cada partido. En 2008, tras una excelente temporada, el VOC ascendió a la Ligue 2. Para ello, el estadio de Rabine tuvo que ser mejorado para cumplir con las normas de la LFP para la Ligue 2. Se construye la tribuna norte del estadio, es una tribuna de 2358 plazas con asientos blancos del color del VOC. Frente a la tribuna principal se construyó otra tribuna, la de la "escuela de música", con 1166 asientos blancos, que se inauguró el 8 de mayo de 2009.

#### Nueva ampliación
Para dar cabida al creciente número de espectadores, se puso en marcha un proyecto de ampliación de la tribuna sur, que consiste únicamente en dos gradas metálicas descubiertas. A pesar de la oposición de los vecinos, la caseta se construyó finalmente. En el momento de su inauguración, la tribuna sur contaba con 400 asientos adicionales y su capacidad pasó de 9500 asientos, incluidos 7328, a 9600 asientos, incluidos 7814. Durante la temporada 2018-2019, se batió el récord de asistencia al estadio durante el partido RC Vannes - Bayona, que se disputó ante 9169 espectadores. 